# Альберто Лінч
Альбе́рто Лінч (нар. 26.09.1860, Гляйсвайлер, Південний Вайнштрассе, Рейнланд-Пфальц — пом. 1950, Монако) — французький художник німецько-перуансько-ірландського походження. 

## Життєпис
Народився 26 вересня 1860 року в Гляйсвайлері в німецькій землі Рейнланд-Пфальц. Батько його, Дієго Лінч, був уродженцем Перу і мав ірландське коріння. Дієго Лінч народився в місті Чачапояс в Перу в листопаді 1812 року в купецькій родині. Він перебрався до Парижа в кінці 1840-х років. Там він зустрівся зі своєю майбутньою дружиною Аделею Бертою Еммою Коффлер, донькою Томаса Коффлера, німецького пейзажного живописця, що працював у Парижі у 1850-х роках. Дієго й Аделя обвінчалися 9 травня 1852 року в Нью-Йорку. 
Родина багато мандрувала. У мандрах народився малий Альберто. Зрештою родина осіла в Парижі. Альберто Лінч навчався в Школі витончених мистецтв в таких художників як Адольфа Вільяма Бугро, Габріеля Ферр'є, Анрі Лемана та інших. Вперше взяв участь на художній виставці у Паризькому салоні в 1879 році, де продовжував виставлятися до 1934 року і де був відзначений у 1890 і 1892 роках. Отримав золоту медаль Всесвітньої виставки 1900 року. У 1901 нагороджений Орденом Почесного легіону. Автор ілюстрацій до творів французьких письменників, зокрема до «Дами з камеліями» Олександра Дюма, «Батька Горіо» Оноре де Бальзака і «Парижан» Генрі Бека. Існує погляд, що у творчості Лінча відобразилися «Прекрасна епоха» і модерн, хоча на іншу думку, художника слід вважати представником неоакадемізму з романтичним ухилом.
Лінч переїхав до Монако в 1930 році, де й помер у 1950 році. Він був одружений з Марі Анною Вікторії Баккуель (Marie Anna Victoria Bacouel), з якою побрався в Парижі 28 жовтня 1896 року. Вона пережила свого чоловіка.  
Існує чимало містифікацій стосовно місця й дати народження митця, а також стосовно місця й дати його смерті. Ці містифікації зокрема підтримувалися й самим маляром. Живучи у Франції в часі сильних антинімецьких настроїв після франко-прусської війни 1870-1871 років, Альберто Лінч був щасливий скористатися з факту своїх перуанських коренів. Так, він інколи казав, що народився в Перу в Лімі або Трухильйо, що не відповідає дійсності, зарівно як 1855 рік в якості дати народження та 1912 рік як дата смерті. 

## Галерея

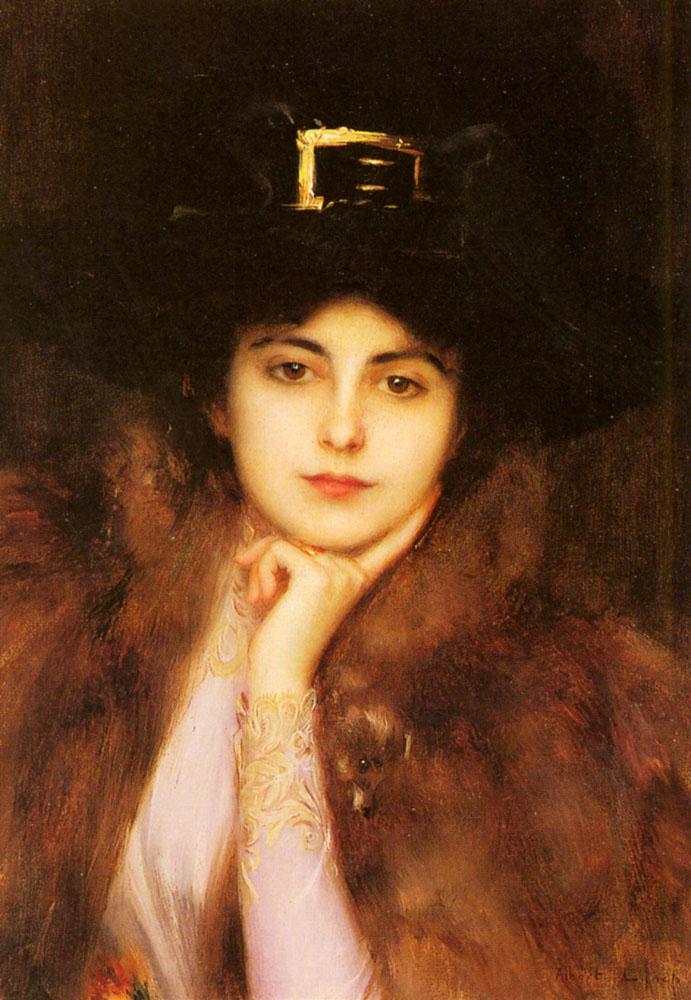
Портрет елегантної дами
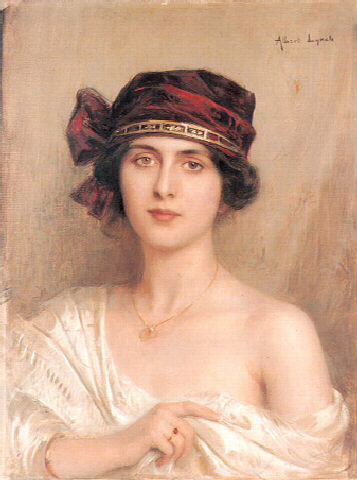
Портрет молодої жінки
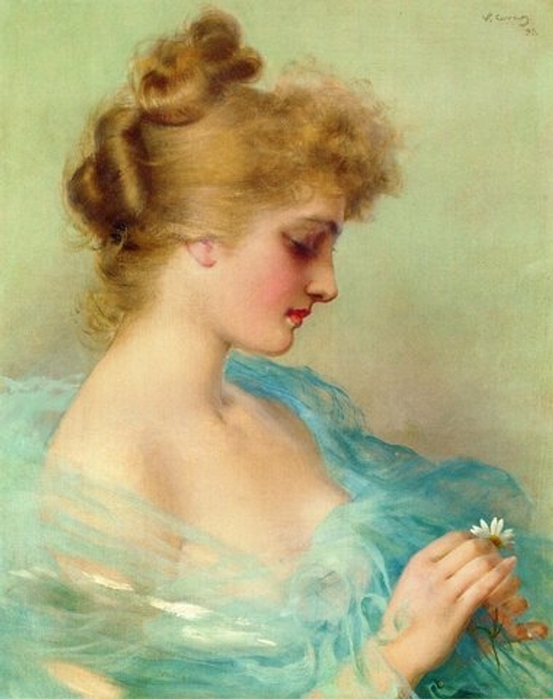
Портрет жінки
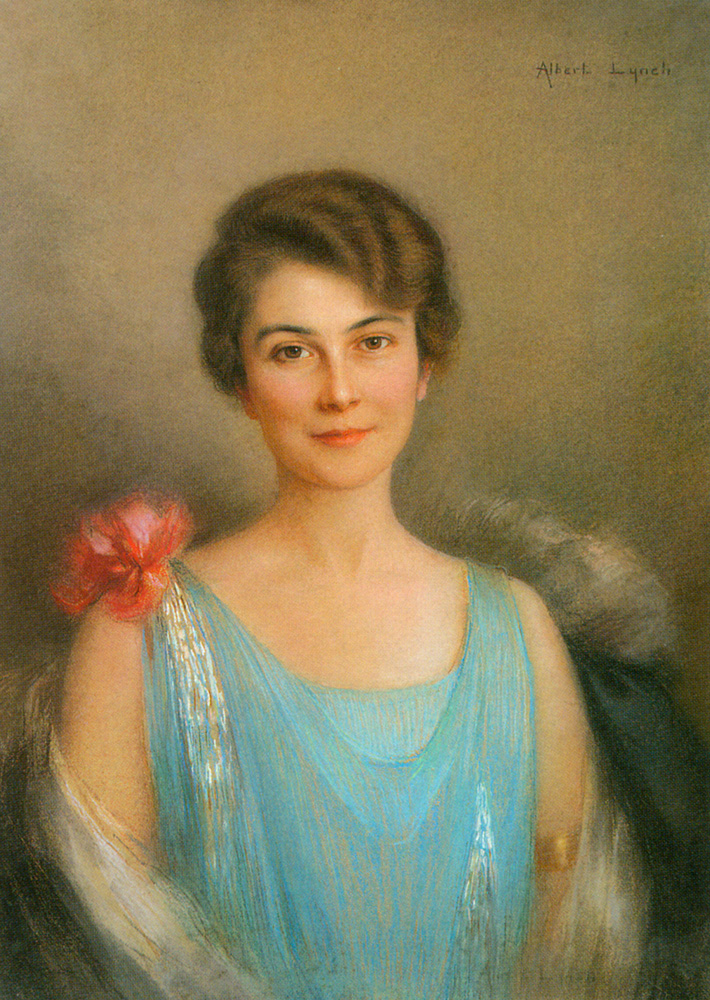
Портрет дами в блакитному
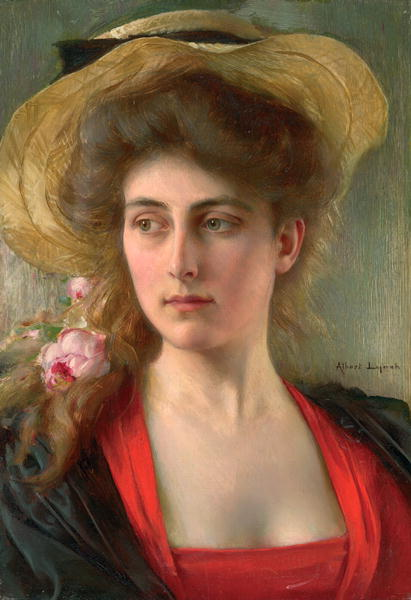
Елегантність
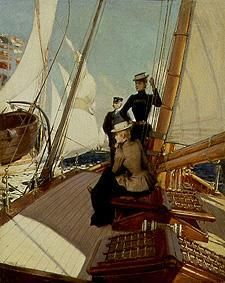
Після обіду на вітрильнику
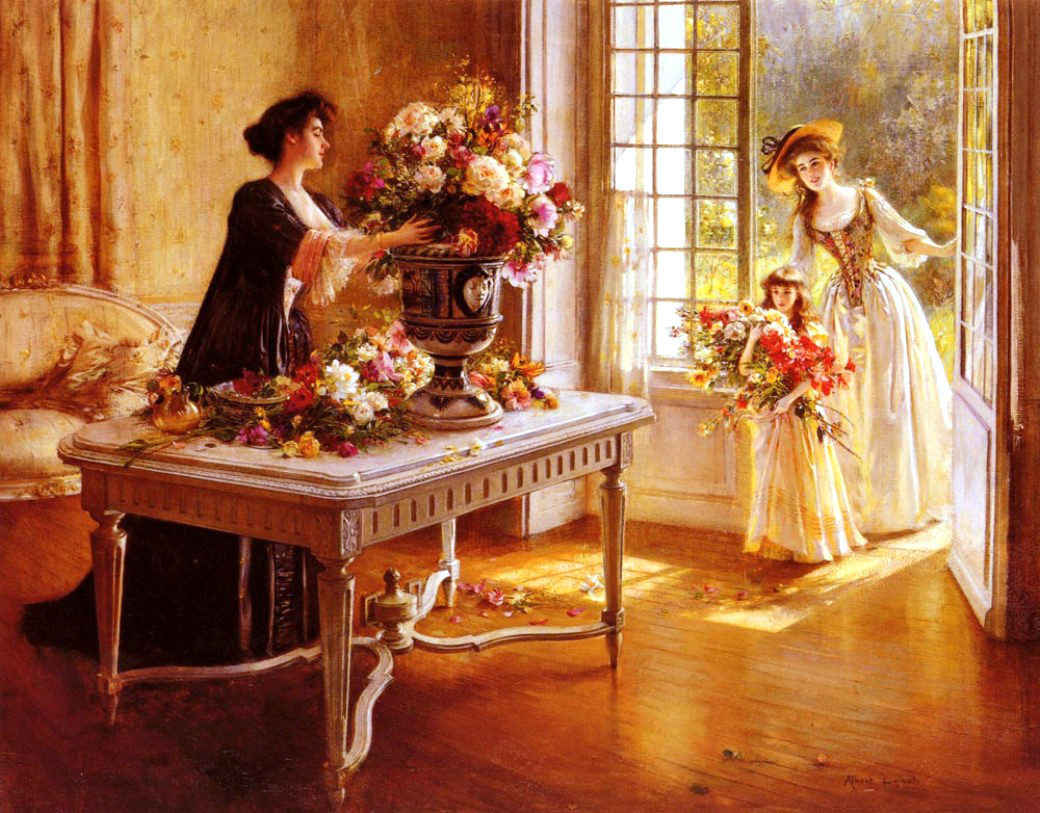
Щойно з саду
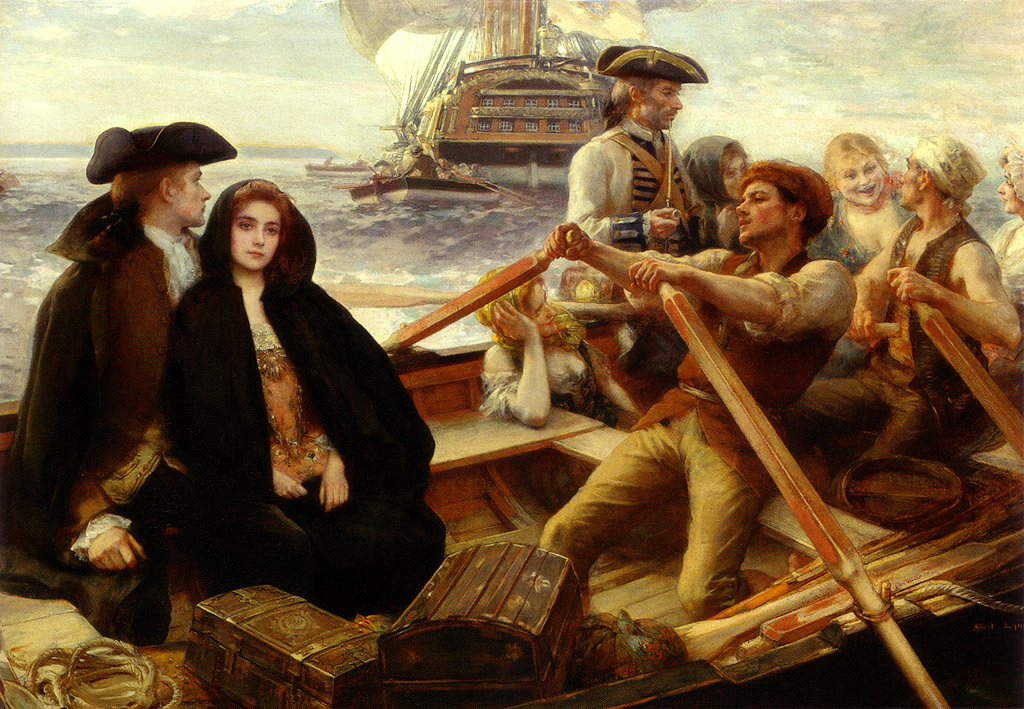
Веселий човен
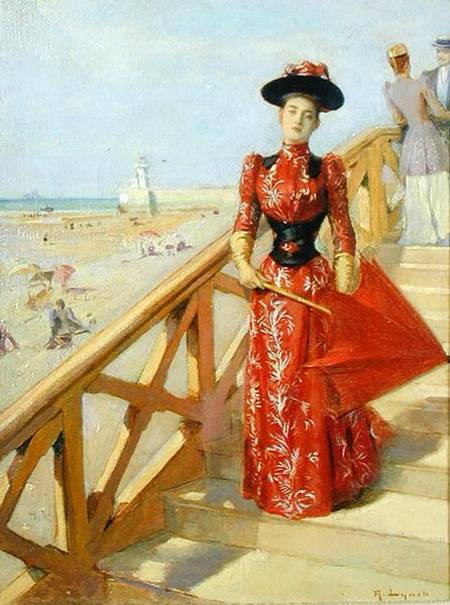
Жінка на прогулянці
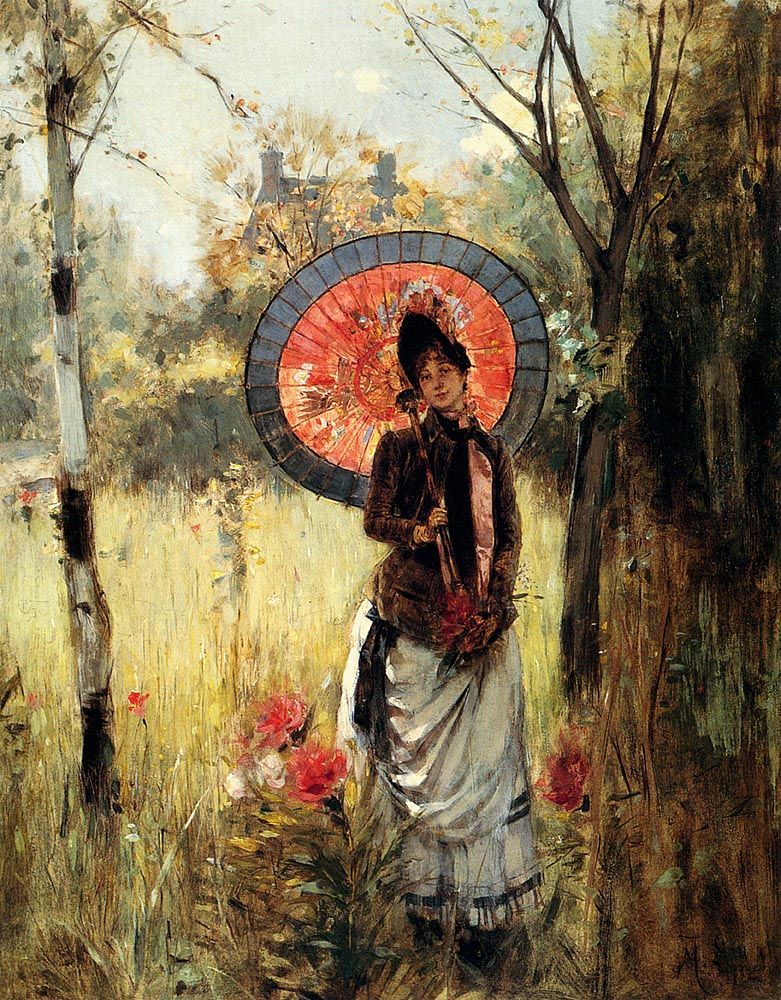
Літня прогулянка
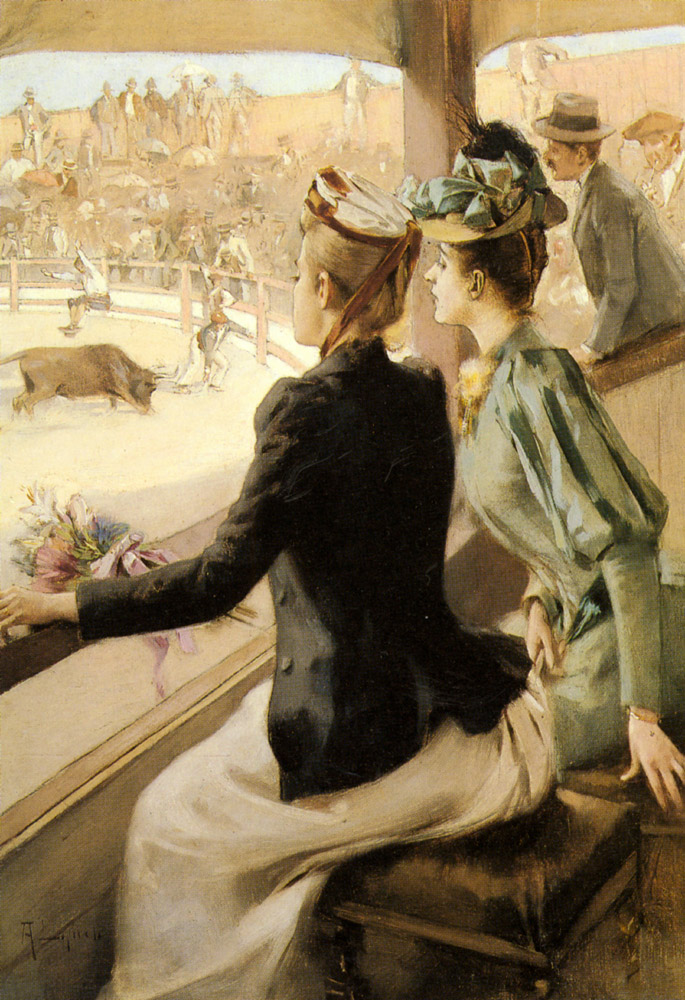
Корида
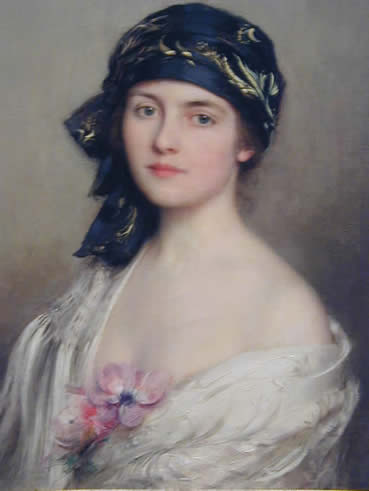
Жінка у чорному тюрбані
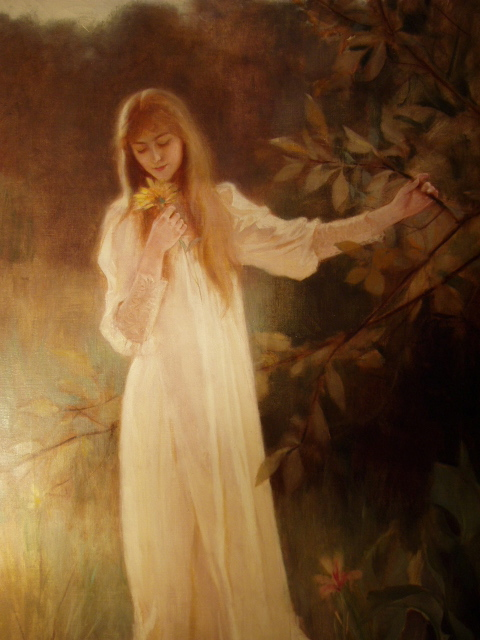
Дівчина з квіткою
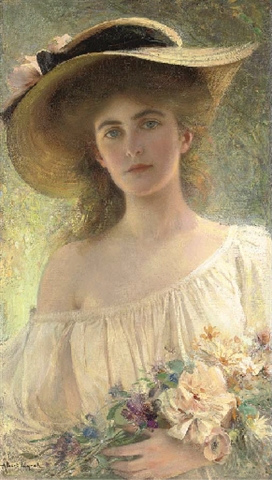
Вічне сяйво
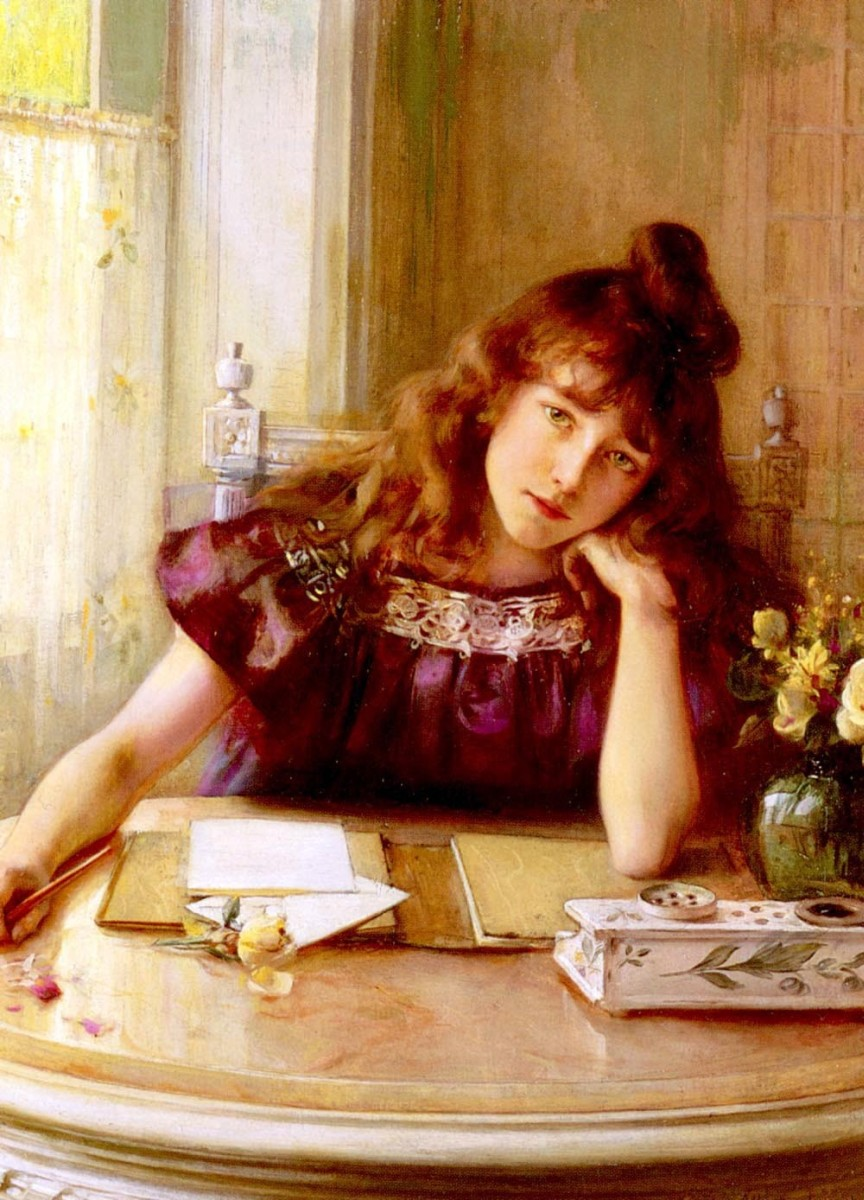
Лист
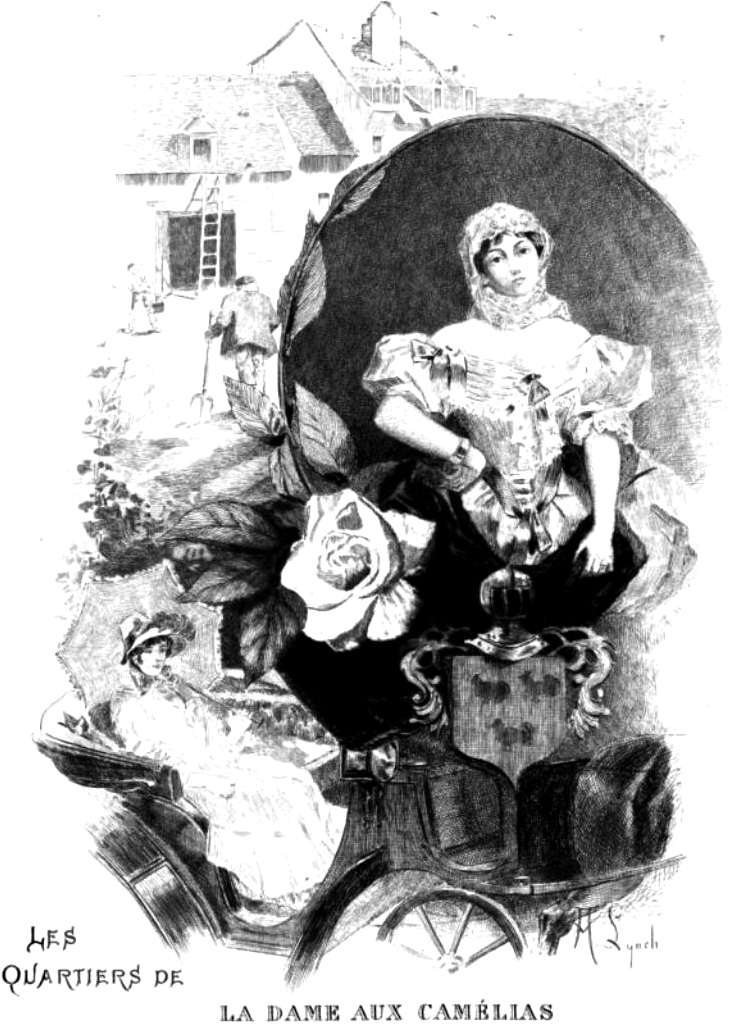
Ілюстрація до роману Дюма «Дама з камеліями»